# José Luis Álvarez (Fußballspieler)
José Luis Álvarez Núñez (* 8. Dezember 1960 in La Serena) ist ein ehemaliger chilenischer Fußballspieler. Der Stürmer absolvierte ein Länderspiel für Chiles Nationalmannschaft. Auf Vereinsebene wurde er mit dem CSD Colo-Colo zweimal chilenischer Meister.

## Karriere

### Verein
José Luis Álvarez begann seine Karriere unter Trainer Alfonso Sepúlveda bei Deportes La Serena, wo er 1979 debütierte. Von 1981 bis 1983 spielte der Angreifer für den CSD Colo-Colo, mit dem er seine titelreichste Zeit hatte. Er gewann die Meisterschaften 1981 und 1983 sowie die Copa Chile 1981 und 1982. Insgesamt lief der Offensivakteur bis 1992 für Vereine im In- und Ausland auf. In Chile war er noch für den CD O’Higgins, Unión La Calera, den CD Magallanes, Deportes Arica, Cobreandino und Deportes Melipilla aktiv. Auslandserfahrungen sammelte Álvarez bei seinen Stationen 1984 in Brasilien bei Fluminense Rio de Janeiro, 1990 in Peru bei Sporting Cristal und noch im selben Jahr in Bolivien bei Club Jorge Wilstermann. Seine Karriere beendete der Angreifer bei Municipal Talagante in der chilenischen Tercera División.

### Nationalmannschaft
José Luis Álvarez absolvierte im April 1981 für Chile sein einziges Länderspiel bei der Copa Juan Pinto Durán 1981 gegen Uruguay.

## Erfolge
Colo-Colo
- Primera División: 1981, 1983
- Copa Chile: 1981, 1982